# Episodi de Il commissario Zorn (quarta stagione)
La quarta stagione della serie televisiva Il commissario Zorn è stata trasmessa in anteprima in Germania dalla ZDF tra il 7 maggio 2004 e l'11 giugno 2004.
| nº | Titolo originale    | Titolo italiano | Prima TV Germania | Prima TV Italia |
| -- | ------------------- | --------------- | ----------------- | --------------- |
| 1  | Zerbrochene Träume  |                 | 7 maggio 2004     |                 |
| 2  | Mörderisches Spiel  |                 | 14 maggio 2004    |                 |
| 3  | Objekt der Begierde |                 | 21 maggio 2004    |                 |
| 4  | Familienglück       |                 | 28 maggio 2004    |                 |
| 5  | Nachtschwimmer      |                 | 4 giugno 2004     |                 |
| 6  | Schönheitsfehler    |                 | 11 giugno 2004    |                 |